# Morena Stupenchataja
Die Morena Stupenchataja (englische Transkription von russisch Морена Ступенчатая Morena Stupentschataja, deutsch ‚Gestufte Moräne‘) ist eine Moräne im ostantarktischen Mac-Robertson-Land. In den Prince Charles Mountains liegt sie an der nordöstlichen Basis des Mount Leckie.
Russische Wissenschaftler benannten sie.